# Alianza Sahel
Alianza Sahel es una plataforma de cooperación internacional para la estabilización y el desarrollo de la región del Sahel lanzada en París el 13 de julio de 2017 a iniciativa de Francia y Alemania con la presencia del presidente francés Emmanuel Macron, la cancillera alemana Angela Merkel y la alta representante de la Unión Europea Federica Mogherini.   
Reúne a los principales socios para el desarrollo multilateral y bilateral de los Estados del Sahel. El objetivo de la Alianza es acelerar el despliegue de la ayuda. La Alianza cuenta actualmente con 12 miembros: Francia, Alemania, la Unión Europea, el Banco Africano de Desarrollo, el Programa de las Naciones Unidas para el Desarrollo, el Banco Mundial, el Reino Unido, Italia, España, los Países Bajos, Luxemburgo y Dinamarca. Estados Unidos, Noruega y Finlandia son observadores.
El 30 de octubre de 2018, el G5 Sahel firmó un acuerdo de asociación con la Alianza Sahel. Este acuerdo tiene como objetivo coordinar mejor el apoyo de los donantes y las necesidades expresadas por los países del Sahel, a fin de mejorar la eficacia de la asistencia para el desarrollo en la región.

## Proyectos
La alianza recibió el impulso en el marco de la Conferencia de Alto Nivel sobre el Sahel en febrero de 2018, fecha en la que se unió Italia, España y Reino Unido  Se anunció la puesta en marcha de más de 500 proyectos en el periodo 2018-2022 con un presupuesto de 6.000 millones de euros puesto a disposición de los países miembros del G5 Sahel, En enero de 2019 la Alianza Sahel apoya 730 proyectos con un montante de 11.000 millones de euros.
España tiene un compromiso financiero de 100 millones de dólares.

### Sectores prioritarios
Los sectores prioritarios de intervención son: empleo juvenil, desarrollo rural y seguridad alimentaria, energía y clima, gobernanza, descentralización y acceso a los servicios básicos y seguridad.

## Dirección en 2020
El 24 de junio de 2020 durante la tercera reunión del comité de pilotaje de la Alianza Sahel se reeligió a Christiphe Rauh (BMZ) en la presidencia del comité y a la ministra española de Asuntos Exteriores González Laya presidenta la Asamblea General de Alianza Sahel.